# Jan af Sillén
Jan Otto Hansson af Sillén, född den 1 mars 1933 i Stockholm, död där den 8 februari 2013, var en svensk diplomat. Han var sonsons son till Otto Ferdinand af Sillén och måg till Christian Nilsson.
af Sillén blev politices magister vid Stockholms högskola 1955 och diplomerad från Handelshögskolan i Stockholm 1958. Han attaché vid Utrikesdepartementet 1958, i London 1960, ambassadsekreterare i Prag 1962, kanslisekreterare vid Utrikesdepartementet 64, departementssekreterare där 1966, biträdande ombud i Europarådet 1966–1970, förste ambassadsekreterare i Sveriges delegation till Europeiska gemenskaperna 1970, ambassadråd där 1973–1975, kansliråd vid politiska avdelningen på Utrikesdepartementet 1975, departementsråd där 1976, ambassadör och protokollchef vid Utrikesdepartementet 1979, exekutivsekreterare för konferensen om förtroende- och säkerhetsskapande åtgärder och nedrustning i Europa 1983, ambassadör i Belgrad med sidoackreditering i Tirana 1987–1992, i Haag 1992–1996, ambassadör och sakkuning i Närings- och handelsdepartementet 1996–1998.